# 圣体之母及加拿大殉道圣人堂
圣体之母及加拿大殉道圣人堂（義大利語：Chiesa di Nostra Signora del Santissimo Sacramento e dei Santi Martiri Canadesi）是加拿大天主教会在罗马的国家教堂，位于若翰洗者街（Via Giovanni Battista de Rossi）46号。该教堂由格蒂（Bruno Maria Apollonj Ghetti）兴建于1955年，为一个本堂，由至圣圣体司铎会神父服务。1965年2月该教堂成为一座司鐸級樞機领衔教堂，有了第一位領該教堂銜的枢机Maurice Roy。